# Minutnik

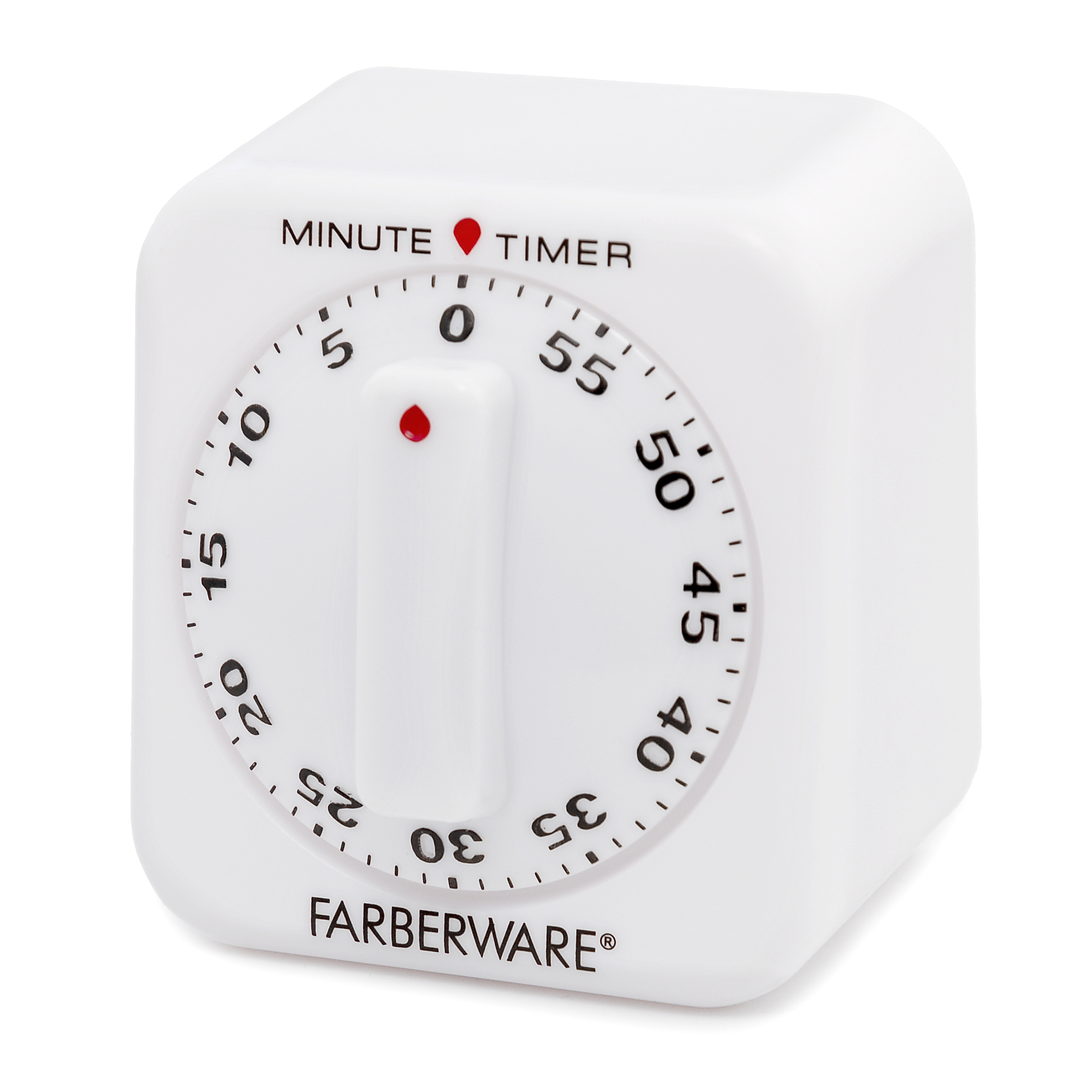
Typowy kuchenny minutnik mechaniczny

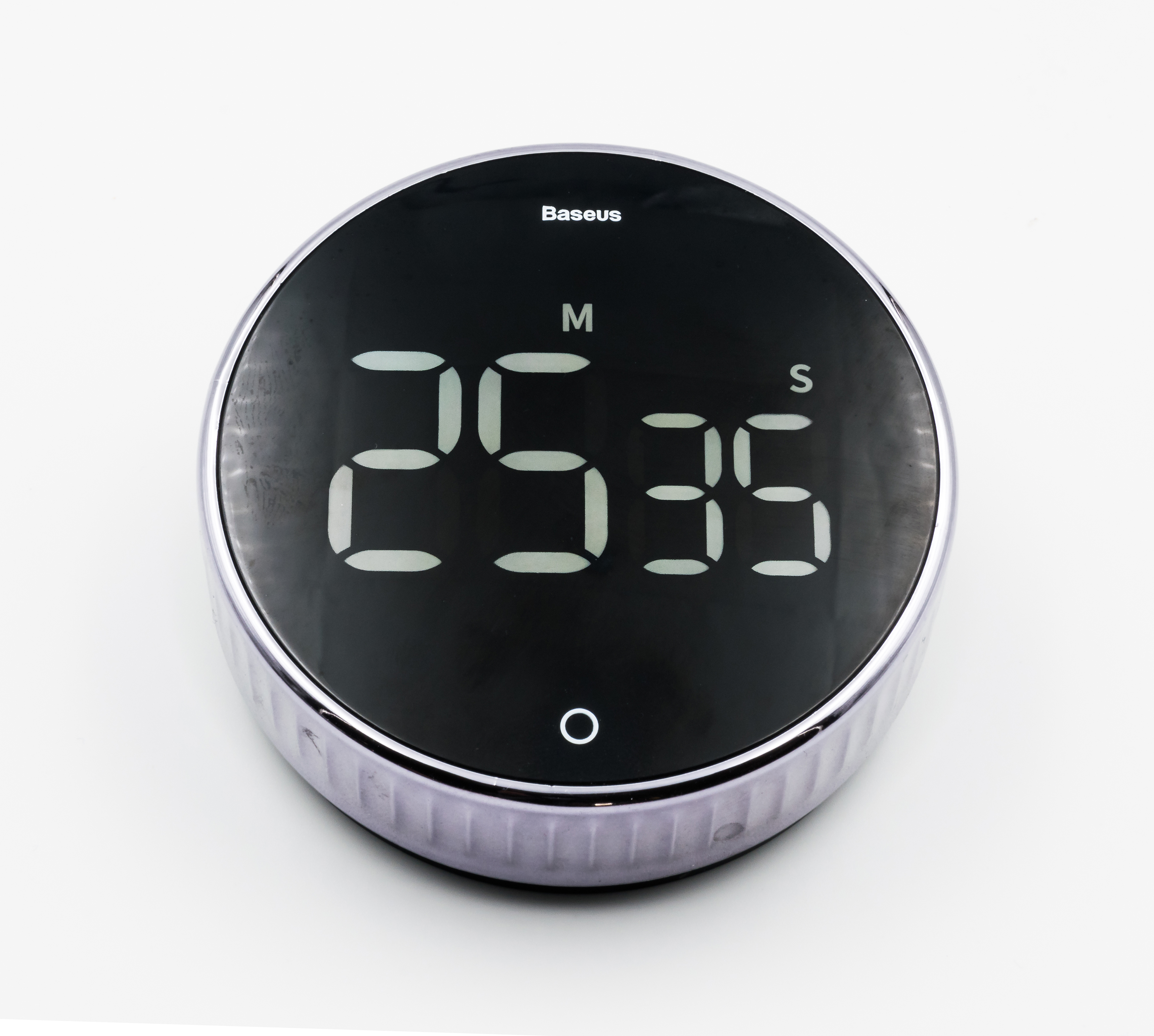
Minutnik elektroniczny Baseus

Minutnik – urządzenie do odliczania czasu, sygnalizujące – zazwyczaj akustycznie, np. dzwonkiem – upływ nastawionej wcześniej liczby minut. Wykorzystywane m.in. w gospodarstwie domowym, np. w kuchni, gdzie ułatwia dopilnowanie prawidłowego czasu gotowania potraw.
Minutniki mechaniczne działają najczęściej na zasadzie wykorzystywania mechanizmu sprężynowego: przekręcenie pokrętła o kąt nastawiany na podziałce wyskalowanej w minutach uruchamia powolny obrót tego pokrętła, który trwa w przybliżeniu tak długo, ile wynika z nastawionej podziałki. Nowsze rozwiązania, elektroniczne i z elektronicznymi wyświetlaczami, umożliwiają zazwyczaj bardziej precyzyjne odmierzanie czasu, z dokładnością do sekund. We współczesnych telefonach komórkowych powszechne jest instalowanie minutników wśród różnych aplikacji pomocniczych, najczęściej niezależnie od stopera.